# Vintířov (zámek)
Vintířov (německy Winteritz) je zámek ve stejnojmenné vesnici u Radonic v okrese Chomutov. Zámecký areál se skládá  budov renesančního starého zámku,  klasicistního nového zámku a hospodářského dvora, obklopených zámeckým parkem. Od roku 1963 je chráněn jako kulturní památka. Oba zámky jsou ve špatném stavu, který je charakterizován jako poškození velkého rozsahu.

## Historie
Prvními panskými sídly ve Vintířově byly dvě tvrze, které vznikly již před rokem 1400. Jejich polohu ani podobu neznáme, ale jedna z nich snad stála v místech mladšího zámku, který nechal postavit hrabě Albert Šlik v letech 1544–1556. Po něm na zámku sídlil jeho syn Ondřej Šlik a vnuk Albrecht Šlik, po kterém ho zdědila vdova Kateřina z jiné větve šlikovského rodu. V roce 1612 zemřel bezdětný Jáchym Šlik a panství zdědil Jindřich Matyáš Thurn. Ten o svůj majetek přišel za účast na stavovském povstání, ale Vintířov byl roku 1622 vrácen jeho manželce Zuzaně Alžbětě z Tiefenbachu, která panství obratem prodala veliteli císařského vojska Ferdinandovi z Nagarolu. Od roku 1625 panství užíval a od roku 1628 také vlastnil španělský generál Vilém Verdugo, pán na Mašťově a Doupově. Jeho nevlastní syn Jan Šebestián z Pöttingu panství prodal Janu Antonínu Losymu z Losinthalu v roce 1644.

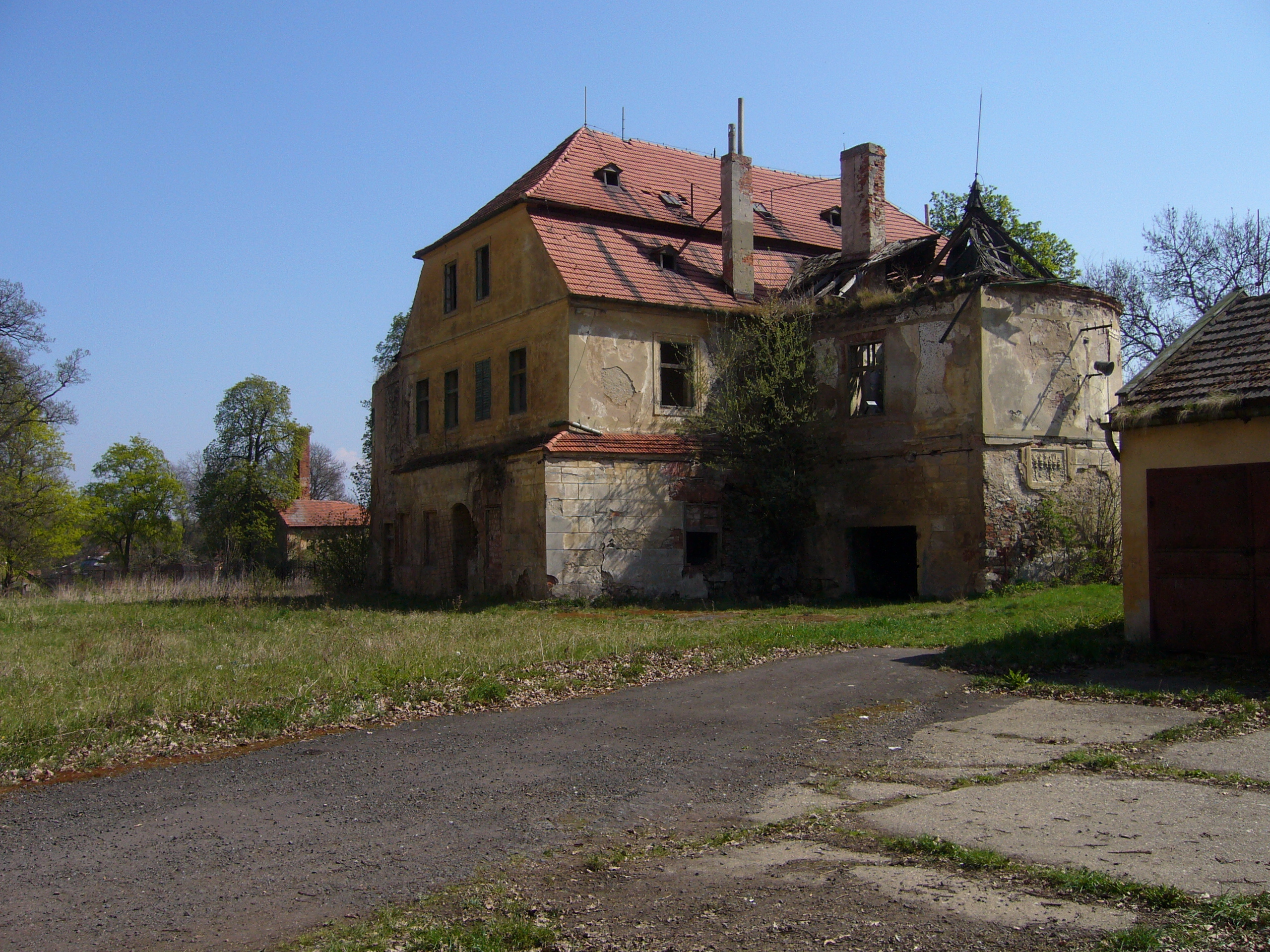
Starý zámek

Stavbu nového zámku zahájil Jan Adam Losy z Losinthalu v roce 1717, ale když o tři roky později zemřel, stály z nového zámku pouze základy a tři ze čtyř křídel starého zámku byla zbořena. Dědic panství, Adam Filip Losy z Losinthalu, stavbu pozastavil a po dokončení zámku v Radonicích přesídlil tam. Když v roce 1781 zemřel bez potomků, rozpoutal se o pozůstalost dlouhý spor, na jehož konci roku 1785 připadl Vintířov Josefu Mikuláši Windischgrätzovi. V letech 1817–1823 Windischgrätzové realizovali dostavbu nového zámku v klasicistním slohu a zároveň obnovili i zbývající křídlo starého zámku. Ten potom sloužil správě panství. Stavbu podle plánů pařížského architekta Charlese Moreaua provedli stavitelé Václav Fuhr z Kadaně a Josef Siech z Mašťova. Celková cena přestavby dosáhla 300 000 zlatých.

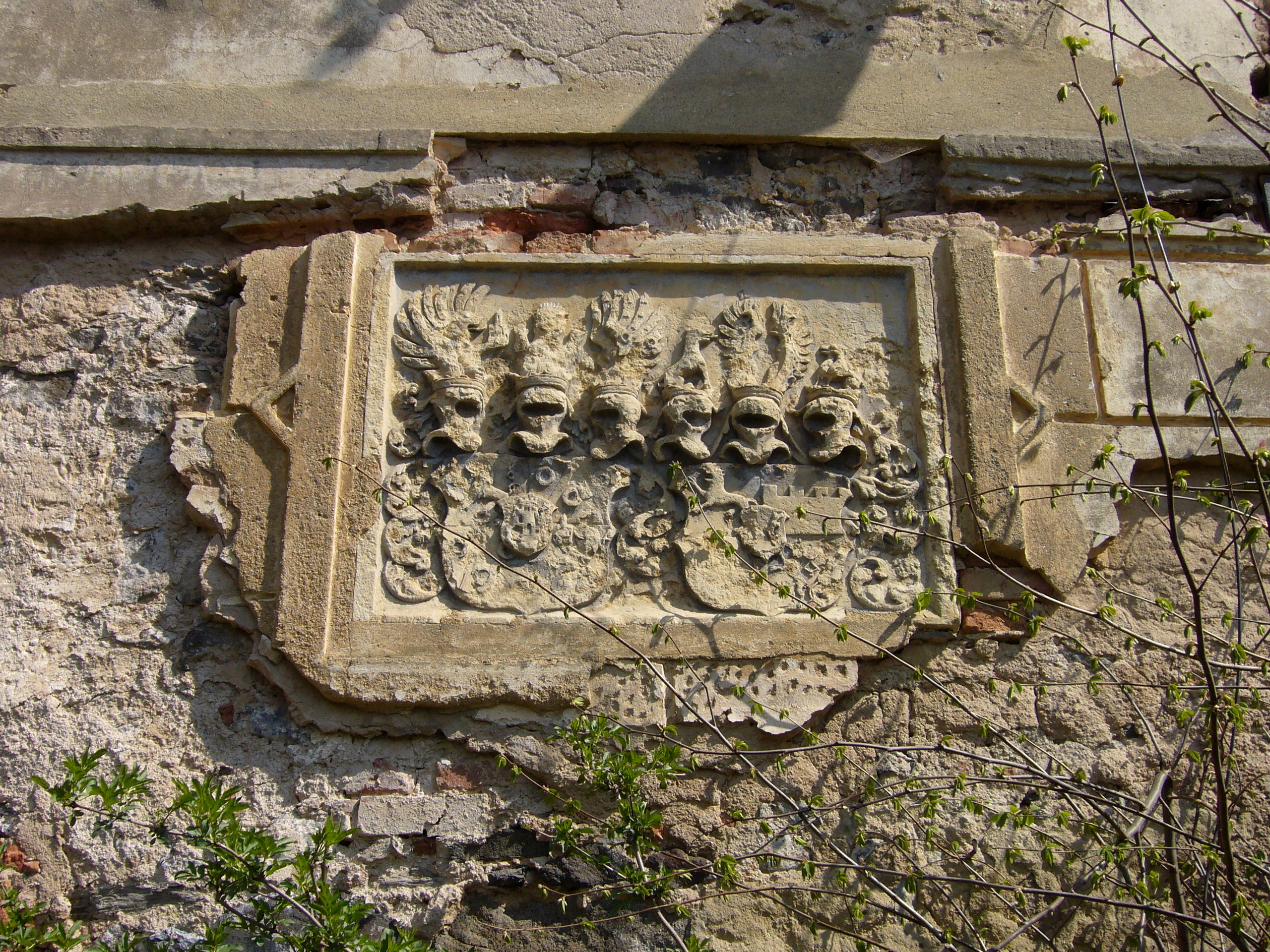
Erby Albrechta Šlika a jeho manželky Alžběty Ungnadové

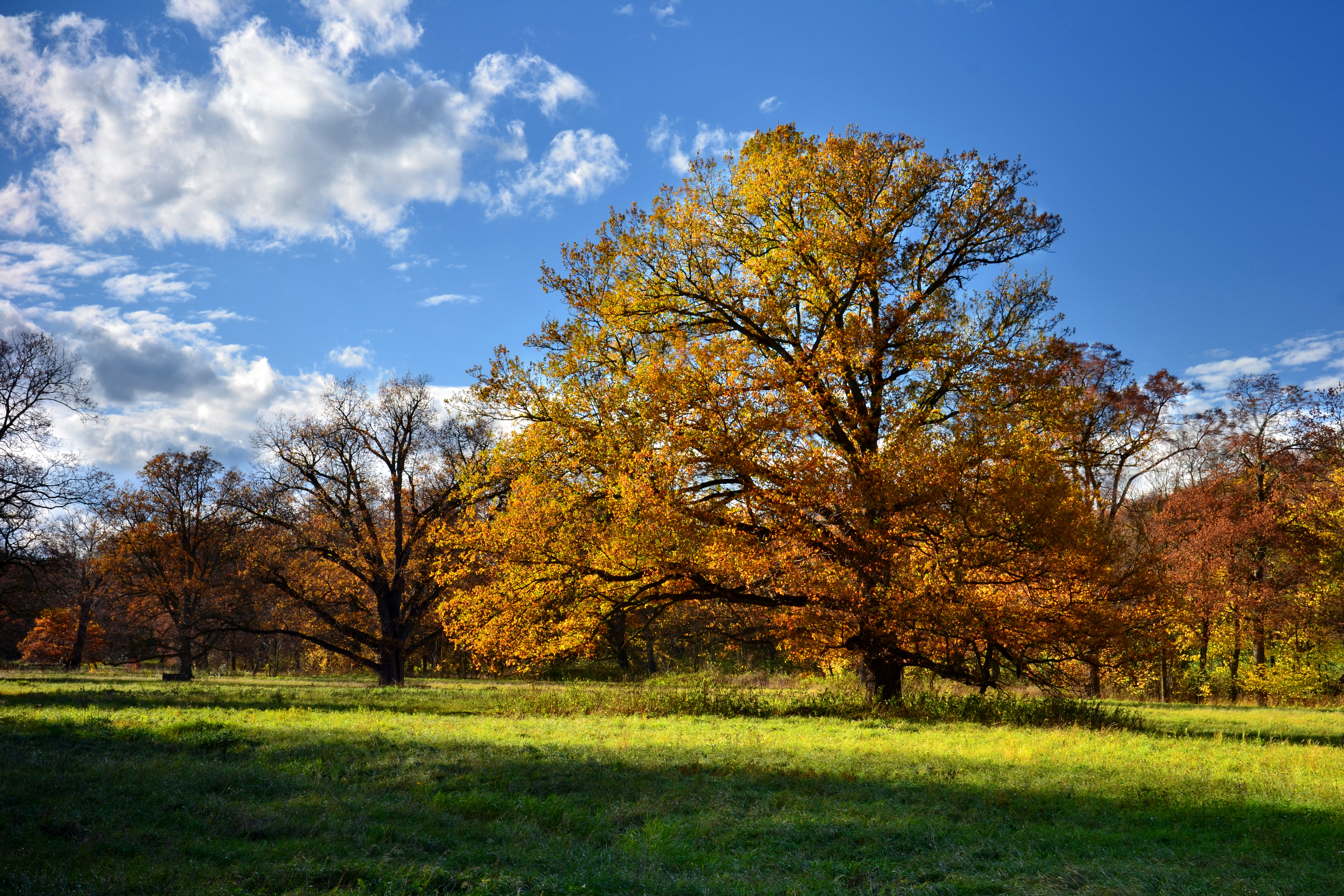
Zámecký park

Kníže Veriand Alfréd Windischgrätz prodal roku 1868 zámek se statkem Josefu Lobkovicovi z Dolních Beřkovic, který nechal provést poslední přestavbu v novogotickém slohu a rozšířil park. Lobkovicům zámek patřil až do roku 1948, kdy přešel do vlastnictví státu. Zámek potom určitou dobu využívalo ředitelství vojenských státních lesů a statků, učňovská zemědělská škola a mateřská školka. V roce 1989 byl na půdě nového zámku nalezen složený renesanční oltář z kostela svatého Jana Evangelisty v Zahořanech. Po roce 1989 byl zámecký areál v havarijním stavu vrácen původním majitelům: Růženě Lobkovicové, Karlu Ferdinandu Thurn-Taxisovi a dalším.

## Stavební podoba
Podle popisů stál starý zámek na čtvercovém půdorysu. Budovu obklopoval vodní příkop a na třech stranách ji zpevňovaly věžovité bašty (rondely). V sousedství se nacházel park s kamenným letohrádkem a třemi rybníčky, dále zelinářská zahrada, zvěřinec, bažantnice, tři vinice a obora, která navazovala na park. Při přestavbě v první čtvrtině 18. století byla tři zámecká křídla zbourána. Dochované křídlo má obdélný půdorys a polovalbovou střechu. Ve zdi jedné ze dvou nevýrazných věží je vsazena kamenná deska s erby Albrechta Šlika a jeho manželky Alžběty Ungnadové. Dvě vnitřní místnosti jsou zaklenuty valenou klenbou a ostatní jsou plochostropé.
Nový zámek je obdélná patrová budova s mansardovou střechou a středovým rizalitem ukončeným trojúhelníkovým štítem. Severní rizalit je doplněn portikusem, nad kterým je balkon na čtyřech hranolových sloupech. Fasádu zámku člení obdélná okna a bosáž. Vnitřní prostory jsou plochostropé. Zdi vstupní síně člení lizény a arkádová stěna. Budovy starého a nového zámku spojovala prosklená chodba se zimní zahradou. Zejména nový zámek se nachází ve velmi špatném stavu, a dokonce se v něm zřítila část stropů.